# (33395) Dylanli
1999 CU54 (asteroide 33395) é um asteroide da cintura principal. Possui uma excentricidade de 0.17021090 e uma inclinação de 2.80493º.
Este asteroide foi descoberto no dia 10 de fevereiro de 1999 por LINEAR em Socorro.